# Tatiana Carelli
Tatiana Carelli (Milano, 19 febbraio 1970) è una scrittrice e musicista italiana.

## Biografia
Laureata in filosofia teoretica, si è specializzata in filosofia delle nuove tecnologie presso l'Università degli Studi di Milano con una tesi su “Aura e technè”, il problema dello stupore nella riproducibilità nelle nuove tecnologie. È stata coautrice del primo cd-rom di filosofia multimediale “Internet e la filosofia”, casa editrice Led.
Ha lavorato durante gli studi come cubista nelle discoteche milanesi, mondo che fa da sfondo al suo primo romanzo "Discocaine". Scoperta come scrittrice da Sandrone Dazieri, ha pubblicato successivamente "Contratto di schiavitù".
È inoltre vocal e autrice di brani di musica elettronica in coppia con Giuseppe D'Alessandro con il nome TAJIbpm e per ONEboy, gruppo live di elettronica, digitale e strumentale.
Curatrice d'immagine, tra i vari lavori la serie tv I soliti idioti in onda su Mtv e Comedy central.

## Opere
- Internet e la filosofia, Led, 2001, (coautrice cd-rom)
- Le teste pensanti, 2002/2003, (Anadema - racconti aavv)
- Discocaine, Arnoldo Mondadori Editore, 2004
- Un'ombra di differenza, John&Levi, 2007
- Contratto di schiavitù, Arnoldo Mondadori Editore, 2008

## Discografia
- my sweet smile 2006
- TANKA 2007
- Hot Wheel 2007
- ne me baiser pas 2007
- Phrenology 2008